# 寝屋川市立望が丘小学校・中学校
寝屋川市立望が丘小学校・中学校（ねやがわしりつ のぞみがおか しょうがっこう・ちゅうがっこう）は、大阪府寝屋川市にある公立小中一貫校。

## 概要
寝屋川市の南東部を校区とする。2024年、寝屋川市立第四中学校および校区内に存在した寝屋川市立明和小学校・寝屋川市立梅が丘小学校の統合により、施設一体型の小中一貫校として新設開校した。
校名は、飯盛山の稜線やまちを望む立地であることに由来し、児童・生徒が将来に望みをもち、希望に満ちた学校生活を送るという意味が込められている。

## 沿革
寝屋川市では、2005年度から開始した小中一貫教育の発展型として、全市的に小中一貫校へ移行する案を示した。その中でも、寝屋川市立明和小学校・寝屋川市立梅が丘小学校・寝屋川市立第四中学校の3校においては、施設一体型の小中一貫校を新設することとした。
新設校は、明和小学校敷地に新校舎を建設する方向で計画が進められた。2022年には校名案を「寝屋川市立望が丘小学校・中学校」とし、同年中に校名が正式に決定した。2024年、明和小学校・梅が丘小学校・第四中学校は全て閉校となり、望が丘小学校・中学校が新たに開校した。

### 年表
- 2024年4月1日 - 寝屋川市立望が丘小学校・中学校として開校。

## 通学区域
- 寝屋川市 打上新町、打上高塚町、打上中町、打上南町、打上宮前町、打上元町、梅が丘1丁目・2丁目、高倉1丁目・2丁目、明和1丁目・2丁目[6]。

## 交通
- 学研都市線 寝屋川公園駅 西へ約500m。
- 京阪バス 望が丘小学校・中学校前バス停。